# Bronselaget
Bronselaget (el. dansk: Bronzeholdet) refererer til det norske fodboldhold udsendt til OL i Berlin i 1936, hvor holdet overraskende set formåede at spille sig til en tredjeplads. I de indledende runder slog det norske hold Italien med 4-0 og Tyskland med 2-0. Sidstnævnte kamp til stor ærgrelse af den tyske fører Adolf Hitler og hans højre hånd, Joseph Goebbels, der begge sad på stadion og overværede sejren til nordmændene. I sin dagbog berettede Goebbels blandt andet om kampen:
En dramatisk, nervepiskende kamp, hvor tyskerne ufortjent taber med 2-0. Føreren er rasende; jeg selv kan knapt beherske mig. Nervepirrende. Publikum raser. En kamp som ingen før den.
I semifinalen tabte Norge med 1-2 til Italien, men i bronzekampen blev Polen slået 3-2. Asbjørn Halvorsen var holdets træner, mens Jørgen Juve anførte.